# Tlogoargo
Tlogoargo is een bestuurslaag in het regentschap Probolinggo van de provincie Oost-Java, Indonesië. Tlogoargo telt 2041 inwoners (volkstelling 2010).